# Копачув
Копачув (пол. Kopaczów, нім. Oberullersdorf) — село в Польщі, у гміні Боґатиня Зґожелецького повіту Нижньосілезького воєводства.
Населення — 329 осіб (2011).

## Демографія
Демографічна структура станом на 31 березня 2011 року:
|          | Загалом | Допрацездатний вік | Працездатний вік | Постпрацездатний вік |
| -------- | ------- | ------------------ | ---------------- | -------------------- |
| Чоловіки | 171     | 27                 | 129              | 15                   |
| Жінки    | 158     | 32                 | 98               | 28                   |
| Разом    | 329     | 59                 | 227              | 43                   |